# Gogołowa
Gogołowa est une localité polonaise de la gmina de Mszana, située dans le powiat de Wodzisław en voïvodie de Silésie.